# Now Deh-e Esmā‘īl Khān
Now Deh-e Esmā‘īl Khān (persiska: نُو دِهِ اِسماعيل خان, نُو دِهِ حاجّيلَر, نُو دِه, نُو دِه خاندوز) är en ort i Iran.   Den ligger i provinsen Golestan, i den norra delen av landet, 400 km öster om huvudstaden Teheran. Now Deh-e Esmā‘īl Khān ligger 276 meter över havet och antalet invånare är 2 095.
Terrängen runt Now Deh-e Esmā‘īl Khān är kuperad åt nordväst, men åt sydost är den bergig.Runt Now Deh-e Esmā‘īl Khān är det ganska tätbefolkat, med 52 invånare per kvadratkilometer. Närmaste större samhälle är Āzādshahr, 8,7 km väster om Now Deh-e Esmā‘īl Khān. I omgivningarna runt Now Deh-e Esmā‘īl Khān växer i huvudsak blandskog.